# A fantasztikus Róka úr
A fantasztikus Róka úr (eredeti cím: The Fantastic Mr. Fox) 2009-ben bemutatott stop-motion technikával készült brit-amerikai bábfilm, amelynek története Roald Dahl A fantasztikus róka úr és a három gazda meseregénye alapján készült.
Nagy-Britanniában 2009. október 14-én, Amerikában 2009. november 25-én mutatták be a mozikban.
A főbb szereplők hangját az angol nyelvű eredetiben George Clooney, Meryl Streep, Jason Schwartzman, Eric Chase Anderson, Wallace Wolodarsky és Bill Murray, a magyar szinkronban Szabó Sipos Barnabás, Kovács Nóra, Csőre Gábor, Széles László, Mikó István és Kerekes József adta.
Ez a Wes Anderson által rendezett első animációs film, egyben a rendező első filmadaptációja is. Továbbá első olyan filmje, ami nem kapott „R” besorolást az MPAA-tól.
A 20th Century Fox filmjei közül ez az első stop-motion technikával készült animációs film.
A film projektje 2004-ben indult a Revolution Studios-nál, ahol Wes Anderson és Henry Selick közösen dolgoztak. Selickkel a 2004-es Édes vízi életen (The Life Aquatic) is együtt munkálkodtak. 2007-ben Selick a Coraline rendezése miatt otthagyta a produkciót, a Revolution pedig átadta a projektet a 20th Century Fox-nak. A munkálatok 2007-ben kezdődtek meg Londonban.
Magyarországon csak DVD-n és Blu-rayen jelent meg, 2010. október 6-án.

## Rövid történet
Egy okos róka nem tud lemondani élelmiszer-szerző, veszélyes szokásairól; majd segítenie kell közösségének túlélni, amikor a farmerek visszavágnak.

## Cselekmény
Róka úr (George Clooney) és felesége, Felicity (Meryl Streep) egy tyúkfarmra való betörés közben figyelmetlenségből csapdába esnek egy fémketrecben. Felicity felfedi férje előtt, hogy terhes, és megígérteti vele, hogy ha élve kijutnak, keres magának egy nyugodtabb állást.
Két évvel később Rókáék mogorva fiacskájukkal, Rókussal (Jason Schwartzman) élnek szerény rókalyukukban. Róka úr egy helyi újságnak ír cikkeket. Elhatározza, hogy jobb lakást keres családjának; ki is szemel erre a célra egy terebélyes fát, amiben kényelmesen elférnének. Ügyvédje, Borz (Bill Murray) le akarja beszélni a költözésről, de ő nem hallgat rá, és megveszi a fát.
A fa közel fekszik három tanyához, amit három őstermelő irányít: Buci Walter (Robin Hurlstone), Bugris Norman (Hugo Guinness) és Bán Frank (Michael Gambon).
Nem sokkal azután, hogy Rókáék beköltöznek, megérkezik hozzájuk Felicity unokaöccse, Konstantin kuzin (Eric Chase Anderson), mert apja súlyos beteg. Rókus számára kényelmetlen a helyzet, mert unokafivére minden tekintetben „felsőbbrendűbb” nála, és még apja is előnyben részesíti, ezért udvariatlanul és agresszíven viselkedik kuzinjával szemben.
Róka úr és oposszum barátja, Kóma (Wallace Wolodarsky), aki az épületek főfelügyelője, elhatározzák, hogy betörnek mindegyik farmra, és azokról különféle élelmiszeripari termékeket lopnak. Miután az akciók sikerrel járnak, a farmerek elhatározzák, hogy lelövik Róka urat, és sátrat vernek Rókáék házánál.
Amikor Róka úr gyanútlanul kilép a házából, rálőnek, és ellövik a farkát, de neki sikerül a házába visszamenekülnie. Ekkor a kiásása mellett döntenek. Először kézi erővel, majd árokásó gépekkel rontanak Rókáék házának, ám hamarosan felfedezik, hogy a ház lakói alagutat ásva ismét elmenekültek előlük.
A farmerek azt feltételezik, hogy Rókáéknak muszáj lesz a felszínre jönniük, ha elfogy az élelmük és a vizük, ezért a Róka-ház romjainál embereik segítségével folyamatos őrt állnak. A föld alatti állatok összegyűlnek, és tanácskozást tartanak kilátástalan helyzetükről. Róka úr ellentámadást javasol: véleménye szerint amíg a farmerek az ő házuk mellett tanyáznak, nyugodtan kifoszthatják a gazdátlan farmokat, ezzel élelemhez és vízhez jutnak. Újabb alagutak ásása után sikerül megszerezniük Walter csirkéit, Norman kacsáit és libáit, valamint Frank pulykáit, almáit és almaborát. Mialatt a felnőttek mulatságot csapnak, Rókus Konstantin kuzin segítségével elindul Frank farmjára, hogy visszaszerezze apja farkát, azonban kiderül, hogy azt Frank nyakkendőnek használja. Rókus és Konstantin kuzin kezdenek kibékülni, miután Konstantin megvédte unokatestvérét egy verekedésben. A farmon meglepi őket Frank feleségének, Bán asszonynak a felbukkanása, és a hirtelen csetepatéból csak Rókus tud elmenekülni, Konstantin fogságba esik.
Amikor a farmerek tudomást szereznek róla, hogy kifosztották őket, almaborral árasztják el Rókáék föld alatti járatait. Az állatoknak vissza kell vonulniuk a csatornákba. Róka úr tudomást szerez róla, hogy a farmerek Konstantint csaliként használva csapdába akarják csalni őt. A csatornában találkoznak Patkánnyal (Willem Dafoe), Frank biztonsági őrével. Miután élet-halál harcot vív  Róka úrral, Patkány utolsó leheletével elmondja neki, hol tartják fogva a fiút. Patkány holttestét az almaborfolyamon eresztik el.
Róka úr üzenetet küld a farmereknek, melyben felajánlja, hogy megadja magát nekik, ha felnyitják a városi csatornafedelet, és elengedik Konstantint. A farmerek csapdát állítanak neki, Róka úr azonban számít erre és előre felkészül. Róka úr, Rókus és Kóma beosonnak Frank farmjára és kiszabadítják Konstantint. A már érettebben viselkedő, önmagát elfogadó Rókus kivívja apja és a többiek elismerését azzal, hogy az ellenséges tűzzel dacolva a csatornánál őrt álló farmerekre engedi Frank veszett beagle-jét. Amíg ellenfeleik a kutyával vannak elfoglalva, a csoport be tud menekülni a csatornába. Visszavonulás közben Rókus visszaszerzi Róka úr ellőtt farkát Franktől.
Az állatok lassacskán mind hozzászoknak a csatornákban zajló élethez, Rókus és Konstantin barátokká válnak, még meditálni is együtt szoktak. Róka úr az ellőtt farkát visszatűzi helyére, és elvezeti a többieket egy olyan járathoz, ami egy nagy élelmiszeráruházba nyílik. Az áruház tulajdonosa a három gazda. A bőséges élelmiszerforrás hírét, és azt, hogy Felicity újra terhes, tánccal ünneplik meg a járatokban.

## Szereplők
| Szereplő                                    | Eredeti hang                                    | Magyar hang          |
| ------------------------------------------- | ----------------------------------------------- | -------------------- |
| Róka úr (Mr. Fox)                           | George Clooney                                  | Szabó Sipos Barnabás |
| Rókáné (Mrs. Felicity Fox)                  | Cate Blanchett (1. hang) Meryl Streep (2. hang) | Kovács Nóra          |
| Rókus (Ash Fox), a fiuk                     | Jason Schwartzman                               | Csőre Gábor          |
| Konstantin (Kristofferson Silverfox)        | Eric Chase Anderson                             | Széles László        |
| Kóma (Kylie Sven), oposszum                 | Wallace Wolodarsky                              | Mikó István          |
| Borz úr (Clive Badger)                      | Bill Murray                                     | Kerekes József       |
| Luca (Agnes)                                | Juman Malouf                                    | Mezei Kitty          |
| Patkány                                     | Willem Dafoe                                    | Sörös Sándor         |
| Skip edző                                   | Owen Wilson                                     | Tarján Péter         |
| Bán Frank (Franklin Bean)                   | Michael Gambon                                  | Helyey László        |
| Buci Walter (Walter Boggis)                 | Robin Hurlstone                                 | Papp János           |
| Bugris Norman (Nathan Bunce)                | Hugo Guinness                                   | Háda János           |
| Bán asszony (Mrs. Bean)                     | Helen McCrory                                   | Ősi Ildikó           |
| Hód (Mr. Beaver)                            | Steven M. Rales                                 | Czvetkó Sándor       |
| Hód fia (Mr. Beaver's son)                  | Jeremy Dawson                                   | Hamvas Dániel        |
| Stan, menyét (Stan Weasel)                  | Wes Anderson                                    | Csankó Zoltán        |
| Nyúl (Mr. Rabbit)                           | Mario Batali                                    | Seder Gábor          |
| Nyúl exbarátnője (Mrs. Rabbit)              | Allison Abbate                                  | Riha Zsófi           |
| Linda, vidra                                | Karen Duffy                                     | N/A                  |
| Nyuszi lány (Mr. & Mrs. Rabbit's Daughter)  | Molly Cooper                                    | N/A                  |
| Borz doktornő (Dr. Badger)                  | Jennifer Furches                                | Kocsis Mariann       |
| Mezei egér                                  | Adrien Brody                                    | Fesztbaum Béla       |
| Vakond                                      | James Hamilton                                  | Seszták Szabolcs     |
| Mókus                                       | Roman Coppola                                   | Seszták Szabolcs     |
| Pik Dániel, riporter (Action 12's Reporter) | Brian Cox                                       | Rosta Sándor         |
| Bánék fia (Mr. & Mrs. Bean's son)           | Garth Jennings                                  | N/A                  |
| Pilóta                                      | Rob Hersov                                      | Fehér Péter          |
| Robbantási szakértő                         | Tristan Oliver                                  | N/A                  |
| Tűzoltó parancsnok                          | Martin Ballard                                  | N/A                  |
| Petey                                       | Jarvis Cocker                                   | eredeti énekhang     |

## A film készítése
Joe Roth és a Revolution Studios 2004-ben megvette a megfilmesítés jogait. Wes Anderson a vele aVízivilágon animációs rendezőként együtt dolgozó Henry Selickkel együtt rendezőnek szerződött. Anderson azt nyilatkozta, hogy azért írta alá a szerződést, mert Roald Dahl kedvenc írói közé tartozik.
Mivel a könyvben leírt történet nem lett volna elég egy filmhez, Anderson bevezetőt és befejezést adott hozzá. Az új jelenetek bemutatják a farmerektől való lopás terveinek előzményeit.
Selick elhagyta a produkciót 2006-ban, amikor a Neil Gaiman Coraline című történetéből készülő animációs filmen kezdett dolgozni.
A helyét Mark Gustafson vette át. A projekt 2006 októberében, amikor a Revolution kilépett, a 20th Century Fox-hoz került.
2007 szeptemberében Anderson bejelentette, hogy megkezdődtek a hangfelvételek. A rendező azt a módszert választotta, hogy a hangokat nem egy stúdióban, hanem a természetben vették fel. „Elmentünk egy erdőbe, [..] felmentünk egy padlásra, és egy lóistállóba. Lementünk a föld alá is. A felvételeken nagy a spontaneitás ezek miatt."  A film készítéséről ezt mondta: „Szerettünk volna valódi hangokat és zörejeket használni, valódi fákkal és homokkal.” Great Missenden, ahol Roald Dahl élt, nagy hatással volt a film kinézetére. A film többféle animációs technikát használ, de alapvetően stop-motion technikán alapszik. Az animációkat Londonban készítették, a C színpadon a 3 Mills Studio-ban. Az animátorok közül korábban sokan Tim Burton A halott menyasszony című filmjén is dolgoztak.

## Hangsáv
A film zenéjét Alexandre Desplat szerezte. Jarvis Cocker kommentárja szerint ő „három vagy négy dalt” írt a filmhez, ezek közül egy rákerült a film zenéjét tartalmazó lemezre.
A lemezen hallhatók még: The Beach Boys, The Bobby Fuller Four, Burl Ives, Georges Delerue, The Rolling Stones, és sokan mások.
A film hanganyagát 2009. november 3-án adták ki. A számok listája megtekinthető itt:

## Megjelenés
A film világpremierje 2009. október 14-én volt Londonban, ez volt az 53. Londoni filmfesztivál nyitófilmje.
Nagy-Britanniában 2009. október 23-án mutatták be. Korlátozott bemutatása az Egyesült Államokban 2009. november 13-án volt, ezt egy országos bemutató követte november 25-én.
A film DVD-n és Blu-Ray lemezen 2010. március 23-án jelent meg világszerte.

## Fogadtatás
A fantasztikus Róka úr a kritikusok nagy többségétől pozitív értékelést kapott.
A Rotten Tomatoes filmkritikusai a kimagasló 93%-ra értékelték a filmet 198 kritikus értékelése alapján, a közönség 79%-ra értékelte. Ezzel a második legjobbra értékelt animációs film, a Fel! után.
A több kritikai értékelést összegyűjtő Metacritic szerint 83%-os átlagpontszámot ért el (ebben olyan lapok is benne vannak, mint a Rolling Stone és a The New York Times).
A kritikai siker ellenére nem ért el kimagasló bevételt. A 40 millió dolláros költségvetéssel szemben 46 milliós összbevételt ért el a filmpénztáraknál.

## Díjak
A filmet jelölték a 82. Oscar-díjra „a legjobb animációs film” és „legeredetibb forgatókönyv” kategóriákban. Jelölték továbbá a 2010-es Kritikusok díjára a „legjobb animációs film” kategóriában,  és a 2010-es Golden Globe-díjra a „legjobb animációs film” kategóriában, de egyik jelölést sem kapta meg.
2010. január 14-én a National Board of Review of Motion Pictures testület Andersonnak adta a Special Filmmaking Achievement díjat (különleges filmkészítési teljesítmény). A díjátadón mondott köszönő beszédet később felhasználták egy rövid animációban, amiben Anderson karaktere (Menyét) beszédet mond. Az animációt Payton Curtis, a film fő animátora készítette.

## Televíziós megjelenések
- HBO, HBO Comedy, HBO 2
- RTL Klub

## Magyarul
- Hugó és a csodaszer / A fantasztikus Róka úr és a három gazda; ford. Benda Péter; Magus Design Studio, Bp., 2001
- Fantasztikus Róka úr; ford. Pék Zoltán; Kolibri, Bp., 2017